# E-Brasileirão 2016
O e-Brasileirão 2016 foi a 1ª edição deste torneio de Pro Evolution Soccer 2017 organizado pela Confederação Brasileira de Futebol em uma parceria com a Konami. O Santos foi o campeão sendo representado pelo gamer Guilherme Fonseca Agostini.

## Participantes
| Equipe              | Cidade            | Estado | Representante                    | Local do representante |
| ------------------- | ----------------- | ------ | -------------------------------- | ---------------------- |
| América Mineiro     | Belo Horizonte    | MG     | Juan Carlos Gregório Rodrigues   | Vitória-ES             |
| Atlético Mineiro    | Belo Horizonte    | MG     | Magno Marques Gomes              | Belo Horizonte-MG      |
| Atlético Paranaense | Curitiba          | PR     | Edgar Fernando Corrêa            | Curitiba-PR            |
| Botafogo            | Rio de Janeiro    | RJ     | Kelvin Farias Silva              | Rio de Janeiro-RJ      |
| Chapecoense         | Chapecó           | SC     | Gabriel De Carli                 | Chapecó-SC             |
| Corinthians         | São Paulo         | SP     | Bruno Henrique Cordeiro de Souza | São Paulo-SP           |
| Coritiba            | Curitiba          | PR     | Bruno Cesar Matsumoto Santos     | Mogi das Cruzes-SP     |
| Cruzeiro            | Belo Horizonte    | MG     | Cláudio Henrique Silva Mesquita  | Belo Horizonte-MG      |
| Figueirense         | Florianópolis     | SC     | Thiago de Souza Abreu            | Palhoça-SC             |
| Flamengo            | Rio de Janeiro    | RJ     | Kemylson Keylon Rodrigues        | Brasília-DF            |
| Fluminense          | Rio de Janeiro    | RJ     | Jonathan Campos Mathias          | Cantagalo-RJ           |
| Grêmio              | Porto Alegre      | RS     | Samuel Roveda                    | Porto Alegre-RS        |
| Internacional       | Porto Alegre      | RS     | Alexsander Barros                | Porto Alegre-RS        |
| Palmeiras           | São Paulo         | SP     | Luiz Fernando Torres             | Santo André-SP         |
| Ponte Preta         | Bragança Paulista | SP     | Marcos Antonio Padula Junior     | Campinas-SP            |
| Santa Cruz          | Recife            | PE     | Izaquiel Pereira de Brito        | Recife-PE              |
| Santos              | Santos            | SP     | Guilherme Fonseca Agostini       | Bauru-SP               |
| São Paulo           | São Paulo         | SP     | Jean César de Araújo Silva       | Jandira-SP             |
| Sport               | Recife            | PE     | Iago Kellwen Bento dos Santos    | João Pessoa-PB         |
| Vitória             | Salvador          | BA     | Khelvin de Lima Vasconcelos      | Fortaleza-CE           |

## Formato de disputa

### Primeira fase
Na primeira fase, a competição será online, em seletivas de cada clube em formato de mata-mata até sobrarem os 8 melhores que estarão classificados para a próxima fase.
O máximo de inscrições para cada equipe será de 1000 participantes, neste ano se inscreveram 9627 pessoas.

### Segunda fase
Na segunda fase da competição, os classificados de cada clube vão jogar Pro Evolution Soccer (PES 2017) no local em que seu time do coração estiver disputando uma partida do Brasileirão 2016.
Os gamers serão recebidos em uma estrutura especial, montada no estádio, onde será disputada esta etapa do e-Brasileirão. Depois, todos assistirão ao jogo que estiver rolando no dia. No intervalo, o campeão da eliminatória, que representará o clube na fase final, será apresentado à torcida, no gramado.

### Fase final
Os 20 times serão divididos em quatro grupos, com cinco times cada um. Os representantes das equipes com maior número de inscritos (na fase inicial) são considerados cabeças de chave: Flamengo, Corinthians, São Paulo e Palmeiras. Os outros integrantes das chaves sairão de um sorteio a ser realizado antes do campeonato.
Depois dos duelos dentro dos grupos, os líderes vão às semifinais, com jogos de ida e volta. O vencedores chegarão à final, também em duas partidas. O campeão do e-Brasileirão 2016, o primeiro oficial da história, receberá o troféu na Cerimônia de Encerramento do Brasileirão. Todos os participantes desta última fase serão agraciados com uma medalha.

## Primeira fase

### Grupo 1
| Pos | Equipes             | Pts | J | V | E | D | Classificação ou rebaixamento        |
| --- | ------------------- | --- | - | - | - | - | ------------------------------------ |
| 1   | Fluminense          | 10  | 4 | 3 | 1 | 0 | Zona de classificação à próxima fase |
| 2   | Palmeiras           | 9   | 4 | 3 | 0 | 1 |                                      |
| 3   | Internacional       | 7   | 4 | 2 | 1 | 1 |                                      |
| 4   | Figueirense         | 3   | 4 | 1 | 0 | 3 |                                      |
| 5   | Atlético Paranaense | 0   | 4 | 0 | 0 | 4 |                                      |

### Grupo 2
| Pos | Equipes     | Pts | J | V | E | D | Classificação ou rebaixamento        |
| --- | ----------- | --- | - | - | - | - | ------------------------------------ |
| 1   | Santos      | 12  | 4 | 4 | 0 | 0 | Zona de classificação à próxima fase |
| 2   | Ponte Preta | 6   | 4 | 2 | 0 | 2 |                                      |
| 3   | Corinthians | 4   | 4 | 1 | 1 | 2 |                                      |
| 4   | Coritiba    | 4   | 4 | 1 | 1 | 2 |                                      |
| 5   | Chapecoense | 3   | 4 | 1 | 0 | 3 |                                      |

### Grupo 3
| Pos | Equipes    | Pts | J | V | E | D | Classificação ou rebaixamento        |
| --- | ---------- | --- | - | - | - | - | ------------------------------------ |
| 1   | Sport      | 9   | 4 | 3 | 0 | 1 | Zona de classificação à próxima fase |
| 2   | Botafogo   | 7   | 4 | 2 | 1 | 1 |                                      |
| 3   | Vitória    | 6   | 4 | 2 | 0 | 2 |                                      |
| 4   | Flamengo   | 4   | 4 | 1 | 1 | 2 |                                      |
| 5   | Santa Cruz | 0   | 4 | 0 | 0 | 4 |                                      |

### Grupo 4
| Pos | Equipes          | Pts | J | V | E | D | Classificação ou rebaixamento        |
| --- | ---------------- | --- | - | - | - | - | ------------------------------------ |
| 1   | Cruzeiro         | 10  | 4 | 3 | 1 | 0 | Zona de classificação à próxima fase |
| 2   | São Paulo        | 9   | 4 | 3 | 0 | 1 |                                      |
| 3   | Grêmio           | 7   | 4 | 2 | 1 | 1 |                                      |
| 4   | Atlético Mineiro | 3   | 4 | 1 | 0 | 3 |                                      |
| 5   | América Mineiro  | 0   | 4 | 0 | 0 | 4 |                                      |

## Fase final
|  | Semifinais | Semifinais | Semifinais | Semifinais |   |          | Final | Final | Final | Final |
|  |            |            |            |            |   |          |       |       |       |       |
|  | Fluminense | 0          | 1          | 1          |   |          |       |       |       |       |
|  | Cruzeiro   | 3          | 1          | 4          |   |          |       |       |       |       |
|  | Cruzeiro   | 3          | 1          | 4          |   | Cruzeiro | 2     | 2     | 4     |       |
|  |            |            |            |            |   | Cruzeiro | 2     | 2     | 4     |       |
|  |            | Santos     | 4          | 1          | 5 |          |       |       |       |       |
|  | Santos     | Santos     | 4          | 1          | 5 | 2        | 2     | 4     |       |       |
|  | Santos     |            |            |            |   | 2        | 2     | 4     |       |       |
|  | Sport      | 0          | 3          | 3          |   |          |       |       |       |       |

## Premiação
| e-Brasileirão 2016                                    |
| São Paulo                                             |
| ----------------------------------------------------- |
| SANTOS Guilherme Fonseca Agostini Campeão (1º título) |